# Viviers-lès-Lavaur
Villeneuve-lès-Lavaur é uma comuna francesa na região administrativa da Occitânia, no departamento de Tarn. Estende-se por uma área de 10.02 km², e possui 225 habitantes, segundo o censo de 2018, com uma densidade de 22 hab/km².